# Bussus-lès-Yaucourt
Bussus-lès-Yaucourt es una comuna nueva francesa situada en el departamento de Somme, de la región de Alta Francia.

## Historia
Fue creada el 1 de enero de 2025, en aplicación de una resolución del prefecto de Somme de 24 de septiembre de 2024 con la unión de las comunas de Bussus-Bussuel y Yaucourt-Bussus, pasando a estar el ayuntamiento en la antigua comuna de Bussus-Bussuel.

## Demografía
Según los datos aportados en la resolución del prefecto de Somme, la comuna se crea con 558 habitantes.

## Composición
| Comuna delegada | Código INSEE | Población (2022) | Superficie (km²) | Densidad (hab./km²) |
| --------------- | ------------ | ---------------- | ---------------- | ------------------- |
| Bussus-Bussuel  | 80155        | 306              | 8.16             | 38                  |
| Yaucourt-Bussus | 80830        | 247              | 7.03             | 35                  |